# Aleksander Getritz
Aleksander Józef Getritz (ur. w 1841 w Rzeszowie, zm. ok. 15 lipca 1917 we Lwowie) – polski mieszczanin, powstaniec styczniowy, zesłaniec syberyjski, działacz społeczny i polityczny, radny Lwowa, mistrz introligatorski.

## Młodość
Urodził się w 1841 w Rzeszowie i tam też rozpoczął swoją edukację. Był synem Leopolda Getritza (uczestnika powstania listopadowego) i Eleonory Mansfeld oraz bratem Franciszka. Pochodził z mieszczańskiej rodziny o tradycjach introligatorskich. W młodości praktykował w warsztacie swojego ojca, zostając czeladnikiem.

## Udział w powstaniu styczniowym i zesłanie na Syberię
Od 1858 pracował w Wiedniu jako introligator. Prowadził tam także działalność niepodległościową – werbując żołnierzy austriackich polskiego pochodzenia do udziału w przyszłym powstaniu. Po pozyskaniu kilku osób, udał się do Krakowa, gdzie brał udział w organizowaniu oddziału Tomasza Chmielińskiego. Następnie wstąpił jako szeregowiec do oddziału Aleksandra Taniewskiego. Służył także jako bombardier.
Do niewoli rosyjskiej trafił podczas bitwy pod Igołomią (21 marca 1863), niedaleko Czernichowa. Za udział w powstaniu, zesłany na Syberię przez władze carskie. Początkowo przebywał w Kałudze, następnie został przeniesiony do Tobolska. Na zesłaniu spędził łącznie 6 lat.

## Działalność polityczna, zawodowa i społeczna we Lwowie
Po powrocie z zesłania, dzięki pomocy ks. Ludwika Ruczki, osiadł we Lwowie. Początkowo był zatrudniony w pracowni introligatorskiej Fryderyka Opuchlaka. W 1870 otworzył własny zakład. Jego pracownia galanteryjno-introligatorska była bardzo popularna we Lwowie, szczególnie w zakresie introligatorstwa dewocyjnego i luksusowego. Wykonywał oprawy dla urzędów miejskich, bibliotek – Zakładu Narodowego im. Ossolińskich, Uniwersyteckiej i Politechniki. Prace Getritza były nagradzane na wystawach rzemiosła polskiego organizowanych między innymi we Lwowie, Przemyślu i Krakowie. Z biegiem lat jego przedsiębiorstwo uzyskało renomę jednego z najlepszych zakładów tego typu w Austro-Węgrzech. Miało ono siedzibę we Lwowie przy ul. Kapitulnej 8 (później przy ul. Rynek 41), pod tym samym adresem Getritz prowadził również sklep z dewocjonaliami. W sumie w swoim zakładzie, poza usługami introligatorskimi, oferował: naklejanie na płótno map, planów, fotografii; sprzedaż wyrobów galanteryjnych, albumów, dyplomów, tek na biurka, kaset na srebro i klejnoty, makat, ram ze skóry, drzewa, pluszu; posiadał również własny skład papieru i przyborów szkolnych oraz magazyn artykułów religijnych.
Był on także aktywnym działaczem politycznym. Związany był z Konfederacją Narodu Polskiego. Był wieloletnim radnym Lwowa (od 1884), członkiem klubu mieszczańskiego. Sprawował funkcję jednego z zastępców przewodniczącego prezydium rady miasta.
Jednocześnie Getritz prowadził działalność społeczną. Uchodził za przyjaciela młodzieży robotniczej i rzemieślniczej. Sprawował m.in. funkcję prezesa lwowskiej kasy zaliczkowej, członka zarządu tamtejszej izby rękodzielniczej oraz był członkiem izby handlowo-przemysłowej. Działał również w Lwowskim Towarzystwie Strzeleckim. Był kuratorem Stowarzyszenia Przemysłowców i Rękodzielników „Skała", a także pierwszym wiceprezesem rady nadzorczej muzeum przemysłowego miejskiego we Lwowie. Był również członkiem lwowskiego Klubu Węgiersko-Polskiego oraz członkiem Zarządu założonego w marcu 1888 „Towarzystwa Wzajemnej Pomocy Uczestników Powstania Polskiego z r. 1863/4".

Z działalnością publiczną Aleksandra Getritza związana jest następująca anegdota: 

Gdy cesarz Franciszek Józef zwiedzał po raz pierwszy byłą Galicję, przedstawiono mu we Lwowie szereg osobistości, a między innymi Bractwo Strzeleckie (Kurkowe). Ówczesny prezydent miasta Mochnacki, niemocny w języku niemieckim, gdy przyszła kolej przedstawić mistrza introligatorskiego Aleksandra Getritza, nie umiejąc wyrazić zawodu jego w języku niemieckim, zaprezentował po prostu: „Herr Getritz... introligator”. Cesarz spojrzał z podziwem na okazałego mistrza naszego, przybranego w bogaty kontusz, opasanego pasem litym słuckim i z karabelą, i zapytał trochę niedowierzająco: „So jung und schon Introligator?” (Taki młody a już introligator?). Pomyślał zapewne, że to chyba bardzo wysoka godność, kiedy brzmieniem wyrazu tak bardzo przypomina jego własny zawód, tj. ... imperatora.

{{Cytat}} Brakujące pola: treść. Przestarzałe pola: 1.
Aleksander Getritz zmarł po długiej chorobie 15 lipca 1917. Po nabożeństwie pogrzebowym, które odbyło się w kaplicy Boimów, został pochowany na Cmentarzu Łyczakowskim we Lwowie.

## Życie prywatne
24 października 1899 w Warszawie wziął ślub z młodszą o 26 lat Heleną Martyną z domu Kozerską I voto Ferderung (1867-1906). Para nie doczekała się potomstwa.
Wychowywał Stanisława Karola, syna swego brata Franciszka.